# João Antunes
João Antunes (1643-1712) foi um arquiteto português, considerado um dos mais importantes do período barroco em Portugal.

## Biografia e obra

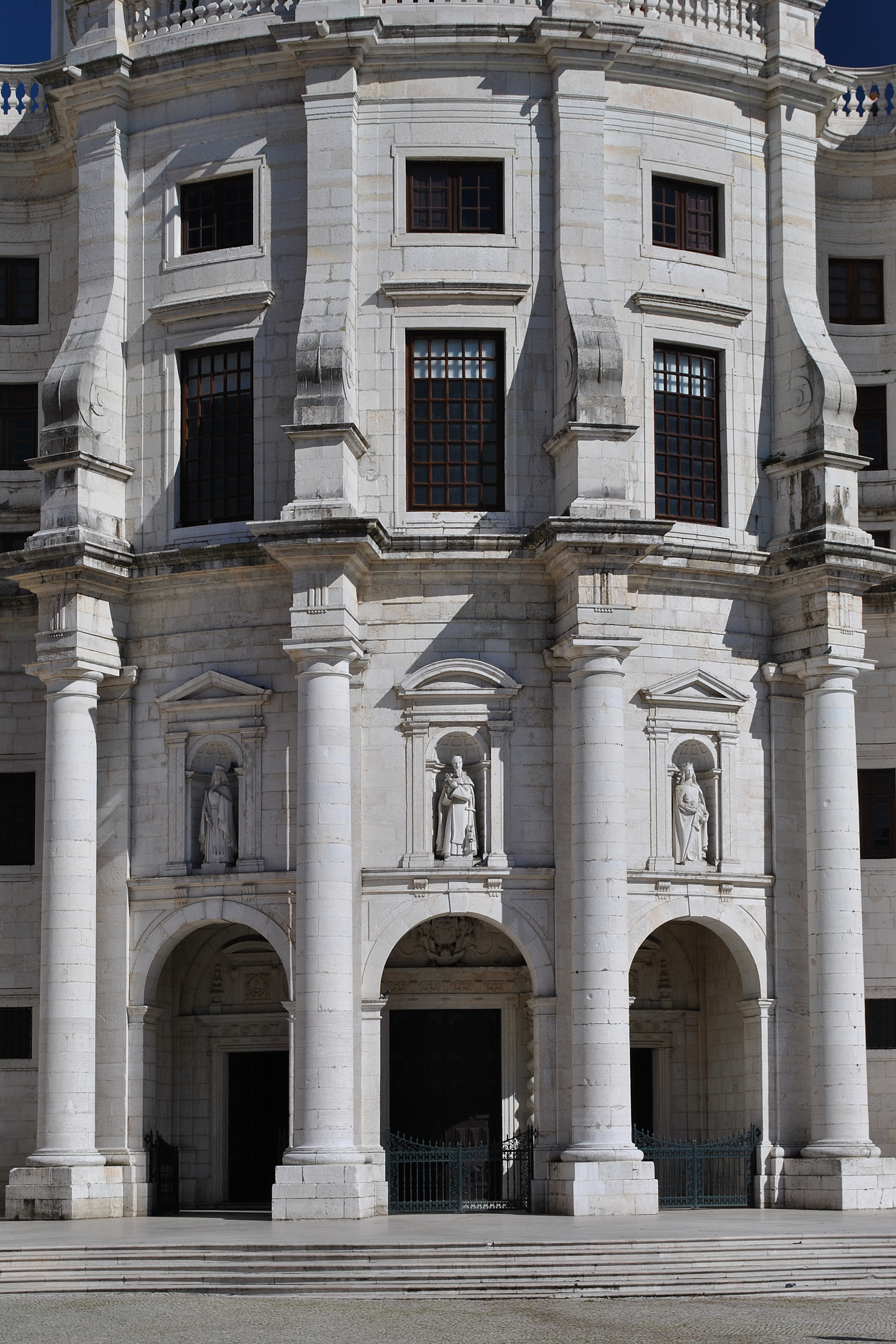
Fachada da Igreja de Santa Engrácia, Lisboa.

Das poucas informações biográficas que são conhecidas sabemos que nasceu em Braga, no ano de 1643 e obteve a sua formação inicial a trabalhar na requalificação do Palácio da Ribeira, sobe ordem dos Filipes. Após a Restauração foi apontado como arquiteto da Corte Portuguesa sendo a sua principal obra a Igreja de Santa Engrácia (iniciada 1682), em Lisboa, um edifício de cruz grega, com fachadas curvas típicas da arquitetura barroca de Borromini.
Antunes foi também responsável pelos projetos para a Igreja de Saint Elói (construída depois de 1694, destruída no terramoto de 1755) e a Igreja do Menino Deus (1711-1737), em Lisboa. Essas igrejas tinham a forma de um retângulo com bordas angulares, assumindo a forma de um octógono irregular. Possivelmente influências do arquiteto italiano Guarino Guarini, presente também noutras igrejas em Portugal e no Brasil colonial. Todas essas igrejas eram decoradas com painéis de mármore de influência italiana, do século XVIII.
Antunes foi responsável pela Igreja de Bom Jesus de Barcelos, iniciada em 1704. A planta inovadora desta igreja consiste numa igreja em cruz grega (uma influência de Santa Engrácia) inserida num hexágono com quatro lados de forma redonda. Outra obra de Antunes no norte de Portugal foi a renovação da sacristia da Sé Catedral de Braga.
Igualmente é o responsável pela sacristia do Hospital de São José, antigo Convento e Colégio de Santo Antão-o-Novo, em Lisboa 
João Antunes também projetou vários retábulos barrocos para as capelas privadas da nobreza e igrejas como a Igreja de Santo Antão, em Lisboa e a Capela de São Vicente na Sé de Lisboa (perdida no terramoto de 1755). Outro trabalho notável é o túmulo da Princesa Joana no Mosteiro de Jesus (atual Museu de Aveiro). Todas estas obras foram feitas de mármore policromado de influência italiana. Por morte de João Antunes em 1712, será o arquiteto João Frederico Ludovice a concluir as obras que estavam por concluir.

## Galeria

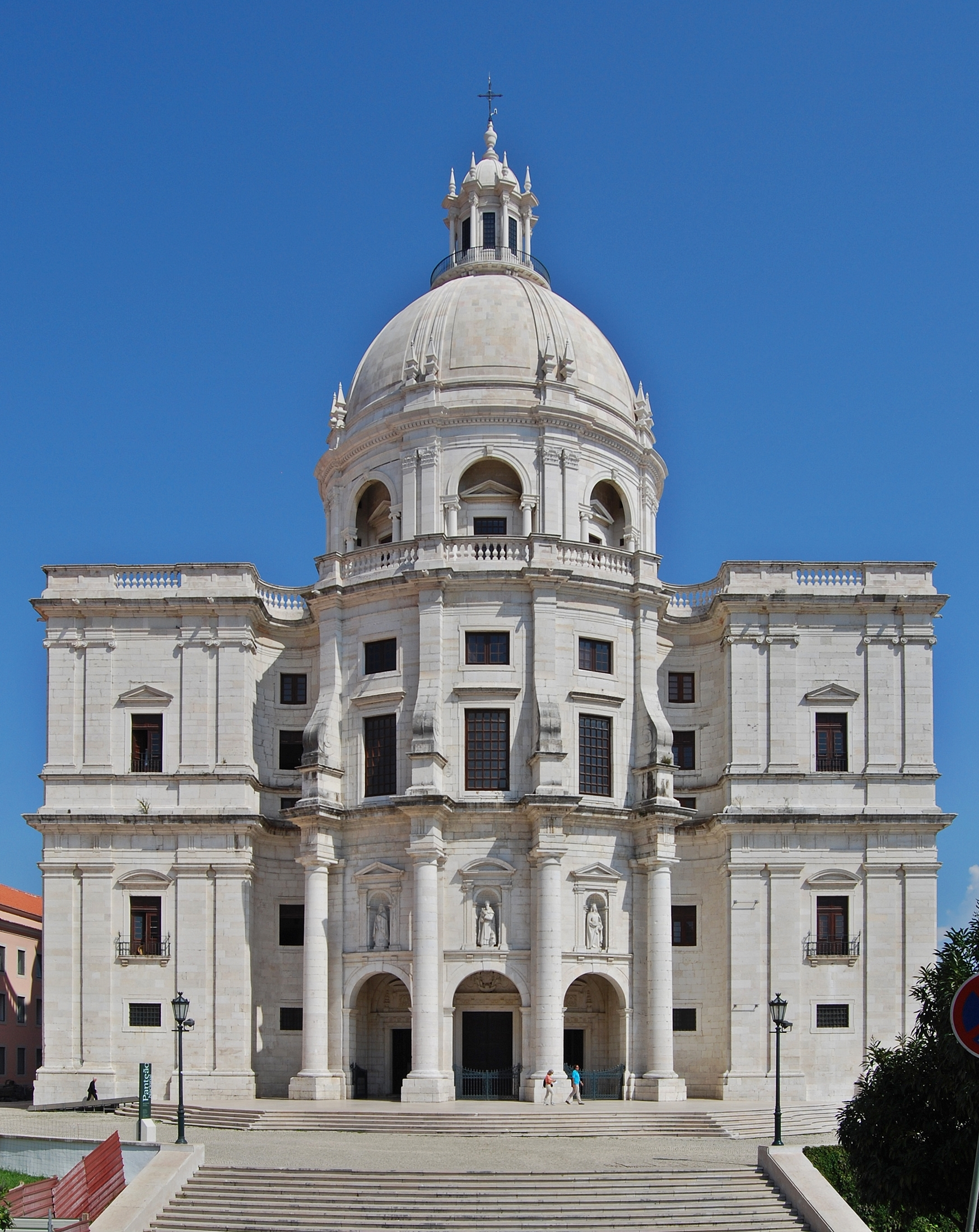
Fachada da Igreja de Santa Engrácia (Lisboa)
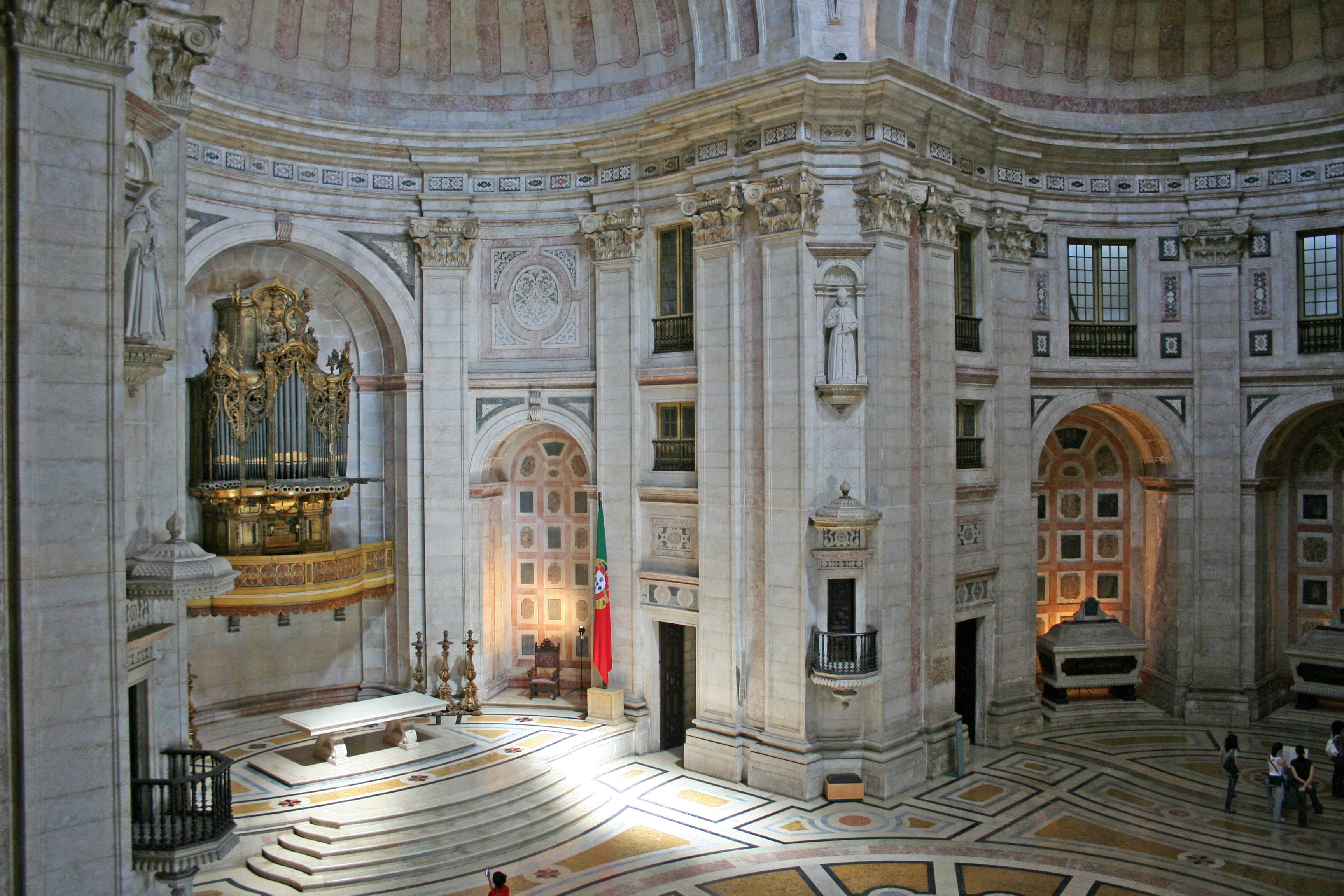
Interior da Igreja de Santa Engrácia (Lisboa)
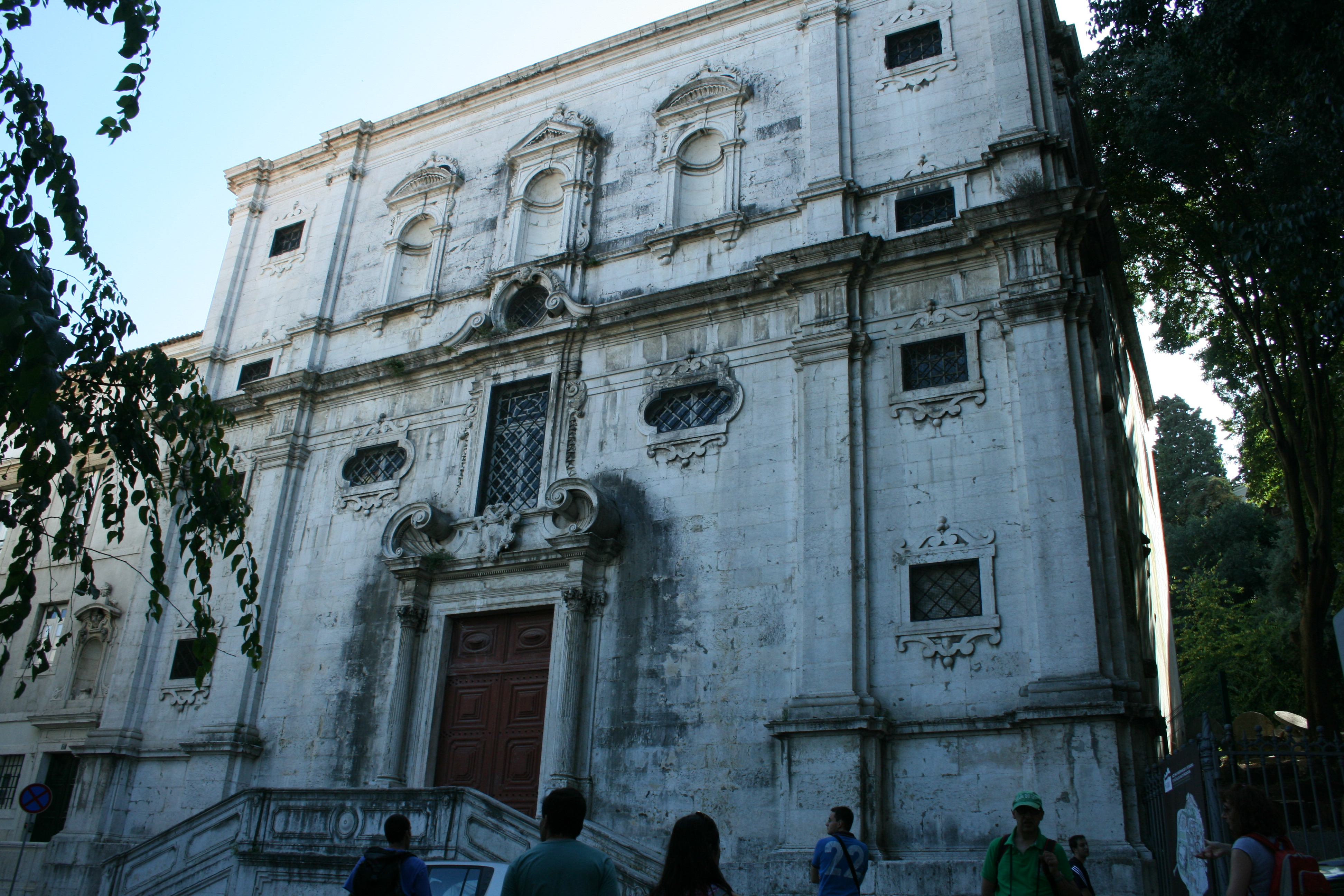
Fachada da Igreja do Menino Deus (Lisboa)
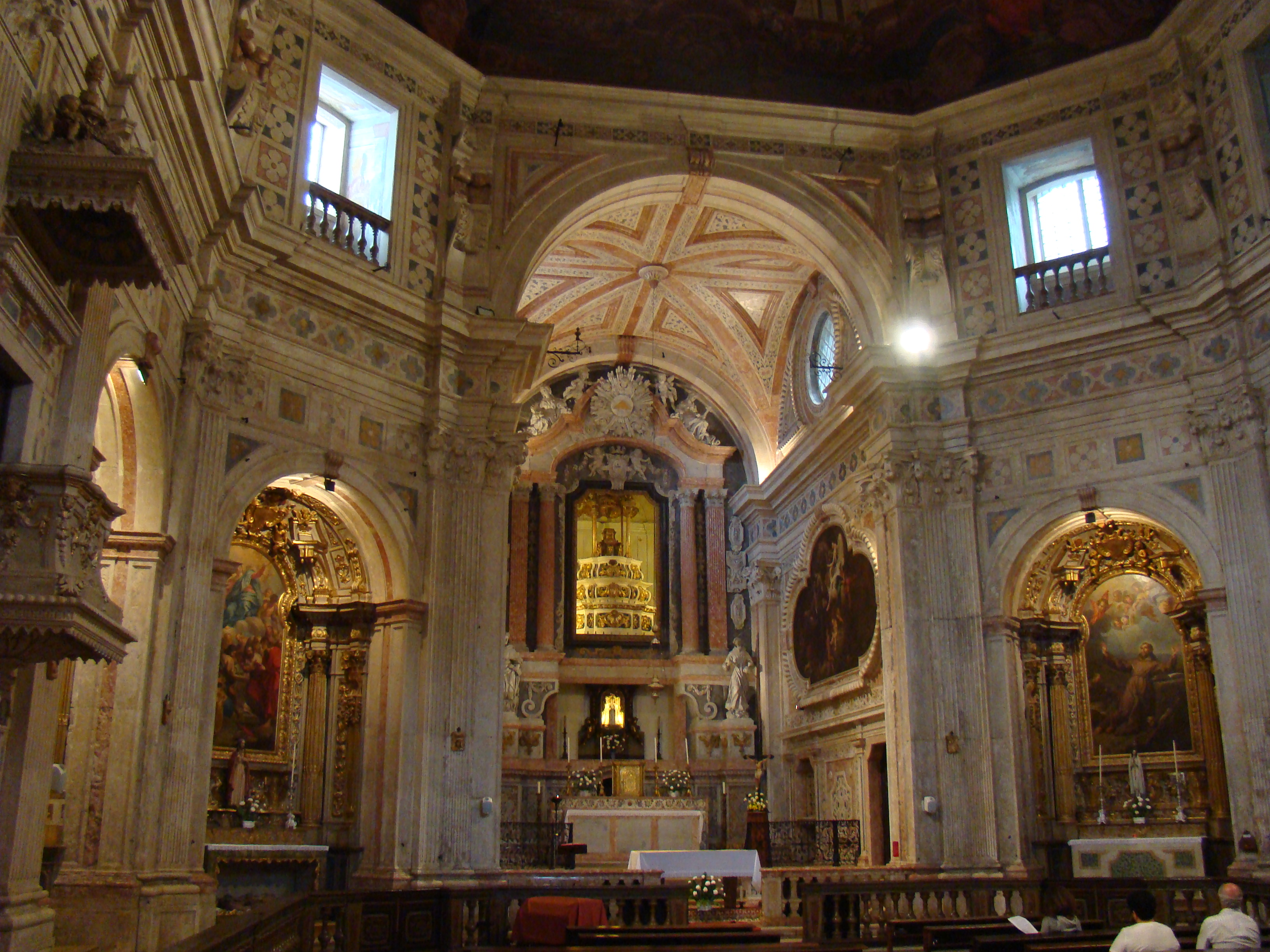
Interior da Igreja do Menino Deus (Lisboa)
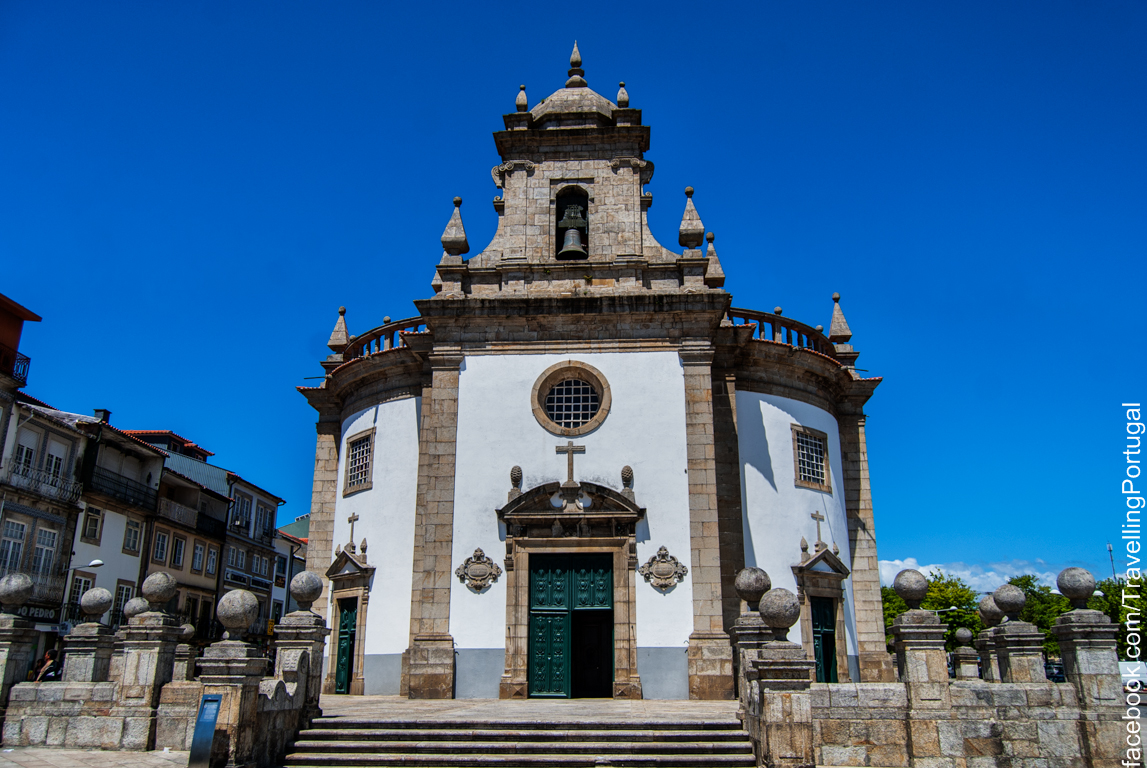
Fachada da Igreja do Bom Jesus da Cruz (Barcelos)
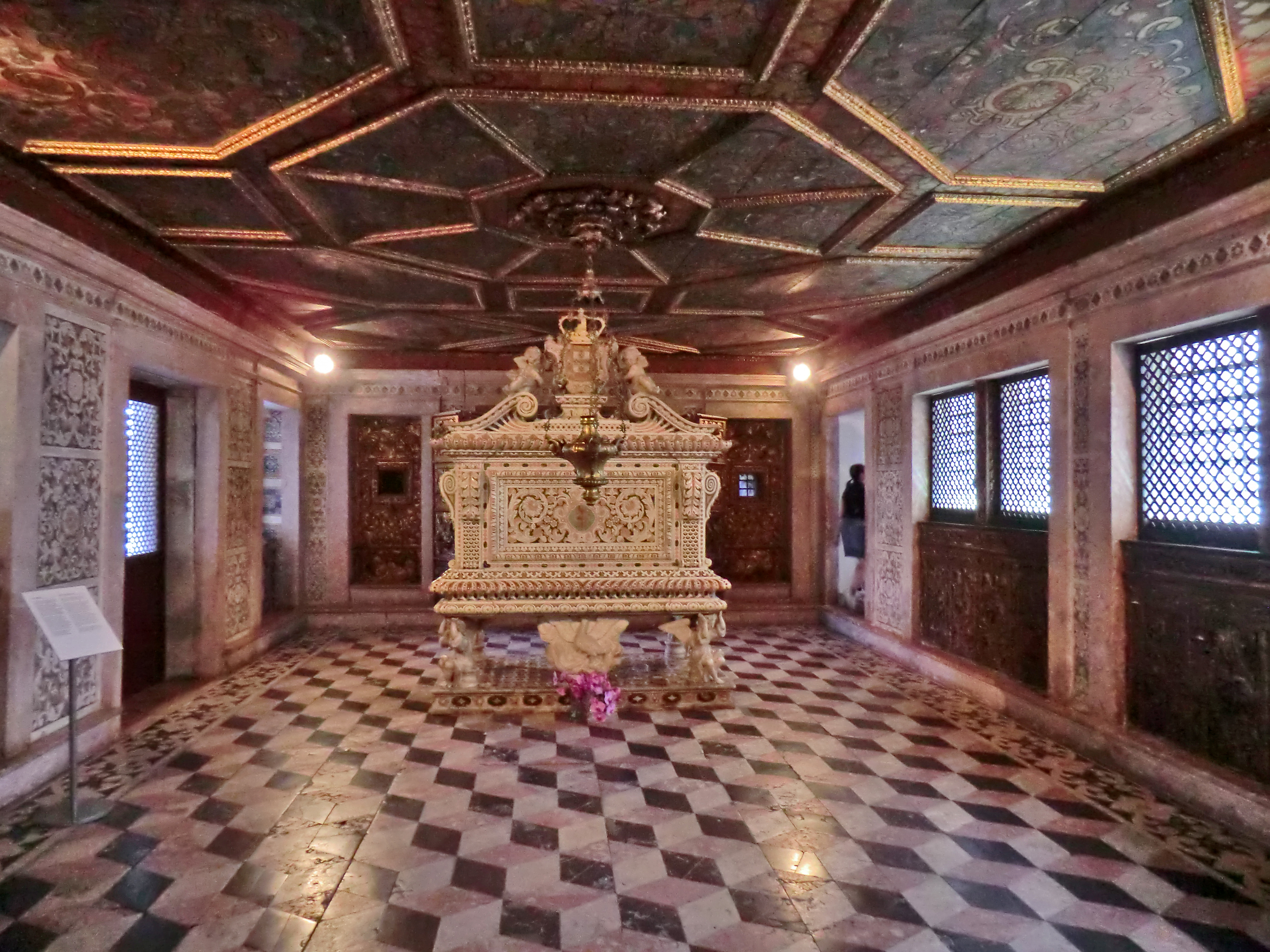
Coro-baixo do Mosteiro de Jesus (Aveiro)
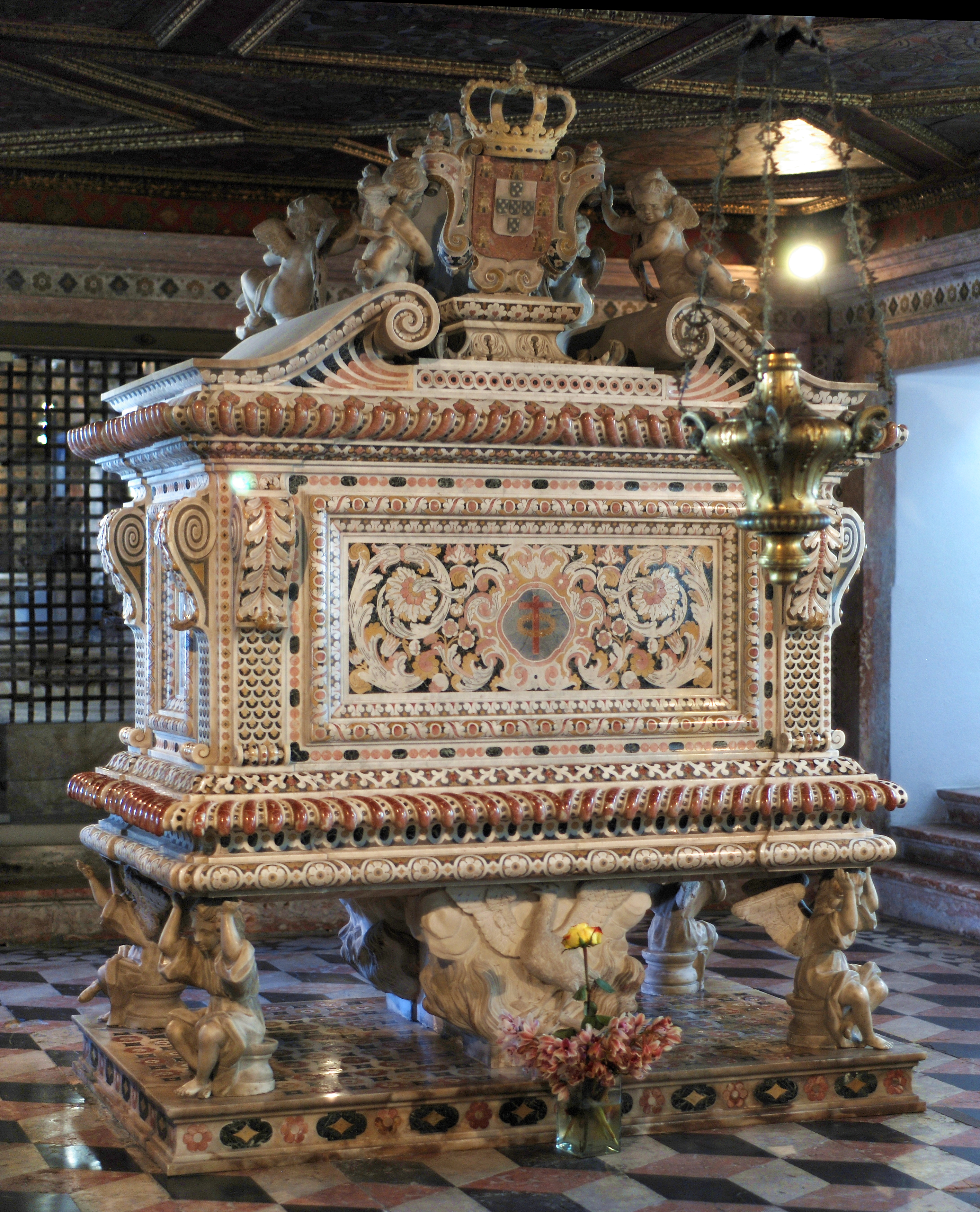
Túmulo de Santa Joana Princesa (Aveiro)
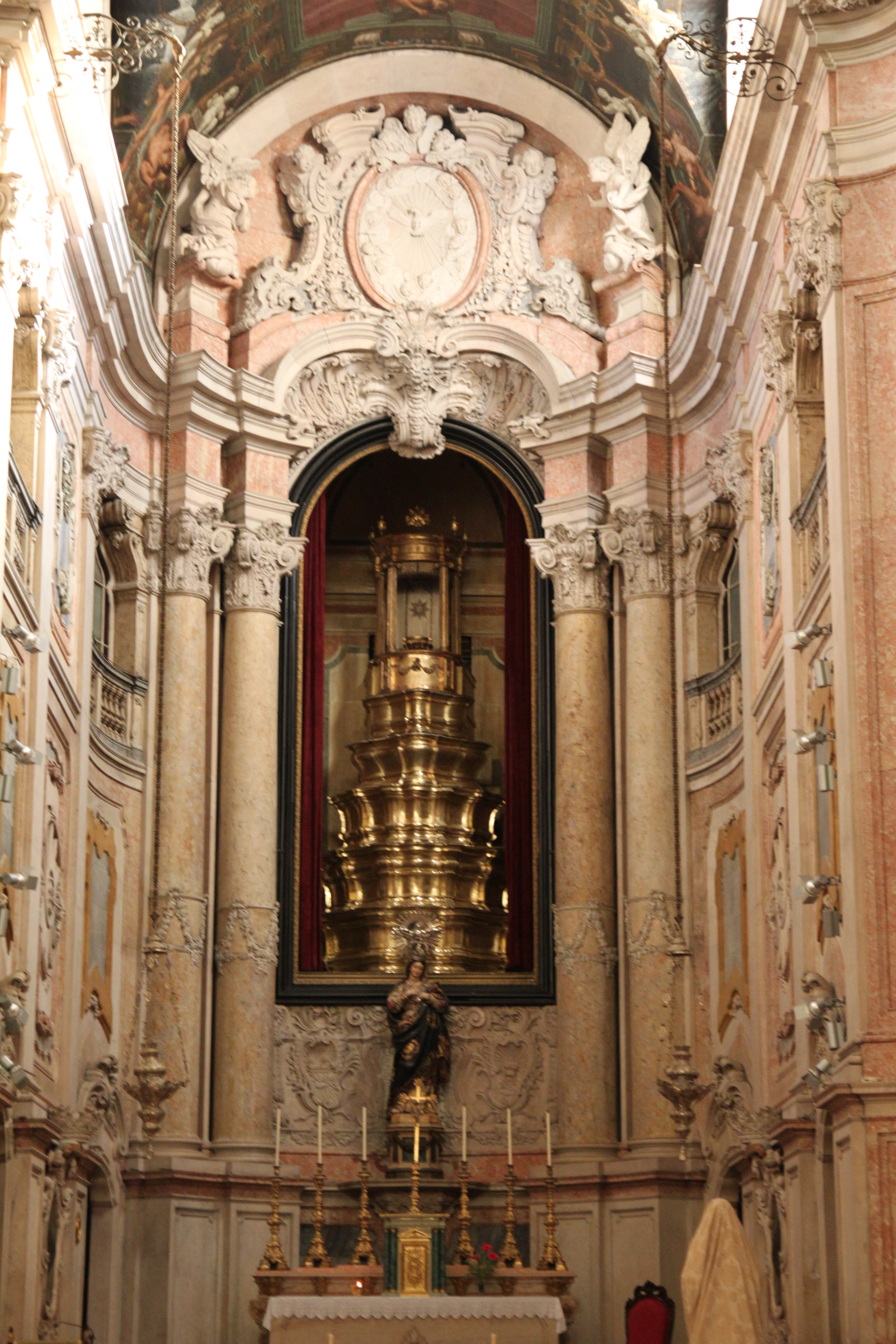
Capela-mor da Igreja de Nossa Senhora da Encarnação (Lisboa)